# Ґловінський Євген Олексійович
Євге́н Олексі́йович Ґловінський (1 листопада 1894, Ржищів — 7 липня 1964, Мюнхен) — військовий і громадський діяч, науковець, заступник голови Варшавської спілки українських інженерів, член редакційної колегії Енциклопедії українознавства; поручник гарматної бригади 3-ї Залізної дивізії Армії УНР.

## Життєпис
Народився в сім'ї Олексія і Зої Ґловінських (мати з дому Сіксгрубів). До 5-го класу гімназії навчався вдома, складаючи іспити при 3-й Київській гімназії. Закінчив Золотоніську земську чоловічу гімназію (1913) із золотою медаллю.

Студенти Української господарської академії в Подєбрадах, зліва направо сидять: Архип Кмета, Андрій Глувківський, Євген Ґловінський, Володимир Шевченко і Болеслав Залевський. Стоять: Іван Зварич, Стах Васьківський, Євген Чернявський і Спиридон Довгаль.

Навчався на історико-філологічному факультеті Київського університету св. Володимира (1913—1915).
1915 року університет евакуйовано до Саратова, а Євген Ґловінський із 2-го курсу пішов до російської армії. Демобілізувався навесні 1918 року.
В Армії УНР із січня 1919 до інтернування в табір № 10 міста Каліша. Учасник боїв проти більшовиків (1919—1920).
Закінчив Українську Господарську академію в Подєбрадах 16 квітня 1927. Перебував в «авангарді української національної колони».
Автор спогаду «Бої під Крижополем 15 серпня — 1 вересня 1919 р.» — про запеклі бої за Вапнярку і Крижопіль та розбиття Одеської групи Красної армії.
У 1930—1939 роках — секретар і науковий співробітник Українського наукового інституту (Варшава). 1944 року виїхав до Австрії (м. Зальцбурґ), від 1949 мешкав у Мюнхені, де був професором Українського технічно-господарського інституту й УВУ (від 1952), дійсний член Інституту для вивчення СРСР (від 1963 р. — був заступником директора). Водночас — представник Українського національно-державного союзу в Українській національній раді, член наукової ради Товариства сприяння українській науці в Німеччині та редколегії Енциклопедії українознавства.
1952 року переїхав з Австрії до міста Авґсбурґ (Німеччина).
Помер у 1964 році в Мюнхені.

### Науковий доробок
Опублікував близько 50 наукових праць українською, російською, англійською, німецькою, французькою, іспанською, турецькою, арабською мовами. «Полонофіл».
Головні праці: «Фінанси УРСР» (Варшава, 1939) та «Фінанси Української PCP у системі фінансів СРСР» (1955), в яких зібрано й проаналізовано матеріал про те, як прибутки державного бюджету України витрачаються на потреби інших регіонів СРСР.

### Нагороди
- Хрест Симона Петлюри
- Воєнний хрест